# Screen (Zeitschrift)
Screen ist eine seit 1969 erscheinende wissenschaftliche Zeitschrift für Film und Fernsehen. Sie wird durch die Oxford University Press verlegt und erscheint am Gilmorehill Centre der University of Glasgow.

## Geschichte
Die Ursprünge des Journals liegen bei der Society of Film Teachers (SFT). 1969 erschien die erste Ausgabe der heutigen Zeitschrift. In den 1970er Jahren wurde sie zu einer führenden Zeitschrift auf diesem Gebiet mit Artikelbeiträgen von renommierten Wissenschaftlern wie Laura Mulvey, Stephen Heath und Colin MacCabe. Screen entwickelte einen eigenen radikal materialistischen Ansatz, der an den Marxismus Louis Althussers und an die Psychoanalyse Jacques Lacans anknüpfte.
1989 trennte sich das Blatt organisatorisch von der SFT. Seit 1994 vergibt Screen den mit 1.000 Pfund dotierten Annette Kuhn Essay Award. Zahlreiche Preise wurden den Autoren von Screen selbst zuteil. Zu den derzeitigen Herausgebern gehören Tim Bergfelder, Alison Butler, Dimitris Eleftheriotis, Annette Kuhn, Karen Lury, Alastair Phillips, Jackie Stacey und Sarah Street. Darüber hinaus wird die Zeitschrift durch ein internationales Editorial Advisory Board unterstützt.